# Batalla de Fleurus (1794)
La batalla de Fleurus (26 de junio de 1794) fue una de las más decisivas batallas en los Países Bajos durante la campaña de Flandes en las Guerras Revolucionarias Francesas. Enfrentó a un ejército francés al mando de Jourdan de 72.000 hombres contra un ejército austro-neerlandés de 45.700 soldados al mando del príncipe Frederick Josías de Sajonia-Coburgo-Saalfeld. Fleurus es una localidad cercana a Charleroi situada en la actual Bélgica.

## Movimientos previos
Después de la victoria francesa en la batalla de Tourcoing el 18 de mayo, a Jourdan se le encargó el mando del ejército de las Ardenas y cuatro divisiones del ejército del Norte. A esta nueva formación se le dio el nombre del Ejército de Sambre-Meuse. Su primera misión fue conquistar Charleroi, Países Bajos Austríacos.
Jourdan cruzó el río Sambre el 18 de junio de 1794. Bombardeo Charleroi, que se consideraba un objetivo primordial ya que permitiría que las fuerzas francesas pudieran trasladarse tranquilas a lo largo de un eje paralelo formado con el ejército del Norte, y encomendó a la división del general Jacques-Maurice Hatry la misión del asedio. El resto de su ejército —seis divisiones— formó un semicírculo desde Charleroi.
Mientras esto sucedía las columnas austriacas estaban divididas. Jean Pierre Beaulieu cubría Namur hacia el este mientras que Coburg se encontraba cerca de Bruselas. El Duque de York, al mando de un ejército anglo-austriaco se negó a llevar a su fuerzas hacía el interior y abandonar Ostende. Guillermo V de Orange-Nassau príncipe de Orange, con tropas austriaco-holandesas se trasladó hacia el este para reunirse con Coburg.

## Despliegue de los ejércitos

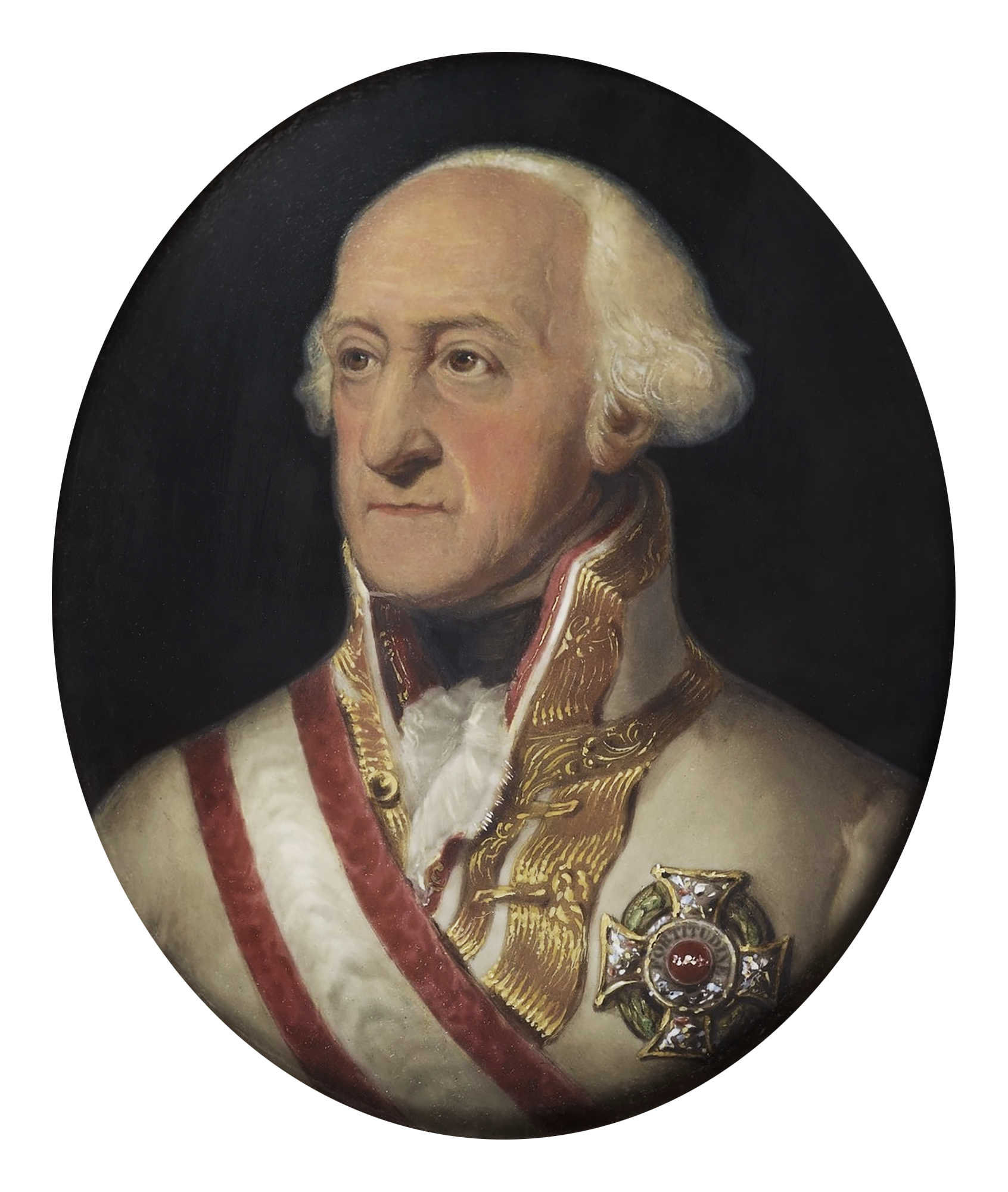
El general austriaco Federico Josías de Sajonia-Coburgo-Saalfeld.

El 25 de junio el ejército aliado se acercaba a Charleroi. Coburg intentó asediar el puesto de Jourdan, presionándole de frente y por el flanco con cinco columnas separadas. El príncipe de Orange con 13 000 hombres a la derecha, el general Quasdanovich con 6.400 hombres en el centro y dos columnas de 15.000 hombres  al mando del Archiduque Carlos de Austria-Teschen situadas a la izquierda de Coburg, avanzarían hacía Charleroi por Fleurus. Más a la izquierda de Coburg estaba la columna de Beaulieu con 10.300 hombres barriendo el río Sambre.
Jourdan coloco sus tropas a 4.8 km de la ciudad. Jean-Baptiste Kléber con dos divisiones se encontraba en Courcelles (Hainaut) frente al príncipe de Orange. Una brigada defendía el río Sambre al sur de Kléber en Landalies. Al este a lo largo del Sambre se encontraba François Séverin Marceau-Desgraviers con una débil división. Jourdan ocupaba el centro con dos divisiones entre los pueblos de Gosselies y Heppeignies. La división de François Joseph Lefebvre ocupó una posición atrincherada entre Wagnée y Fleurus.
Las fuerzas aliadas tenían 45 700 hombres y 98 piezas de artillería, mientras que el ejército francés contaba con unos 72 000 hombres.

## La batalla

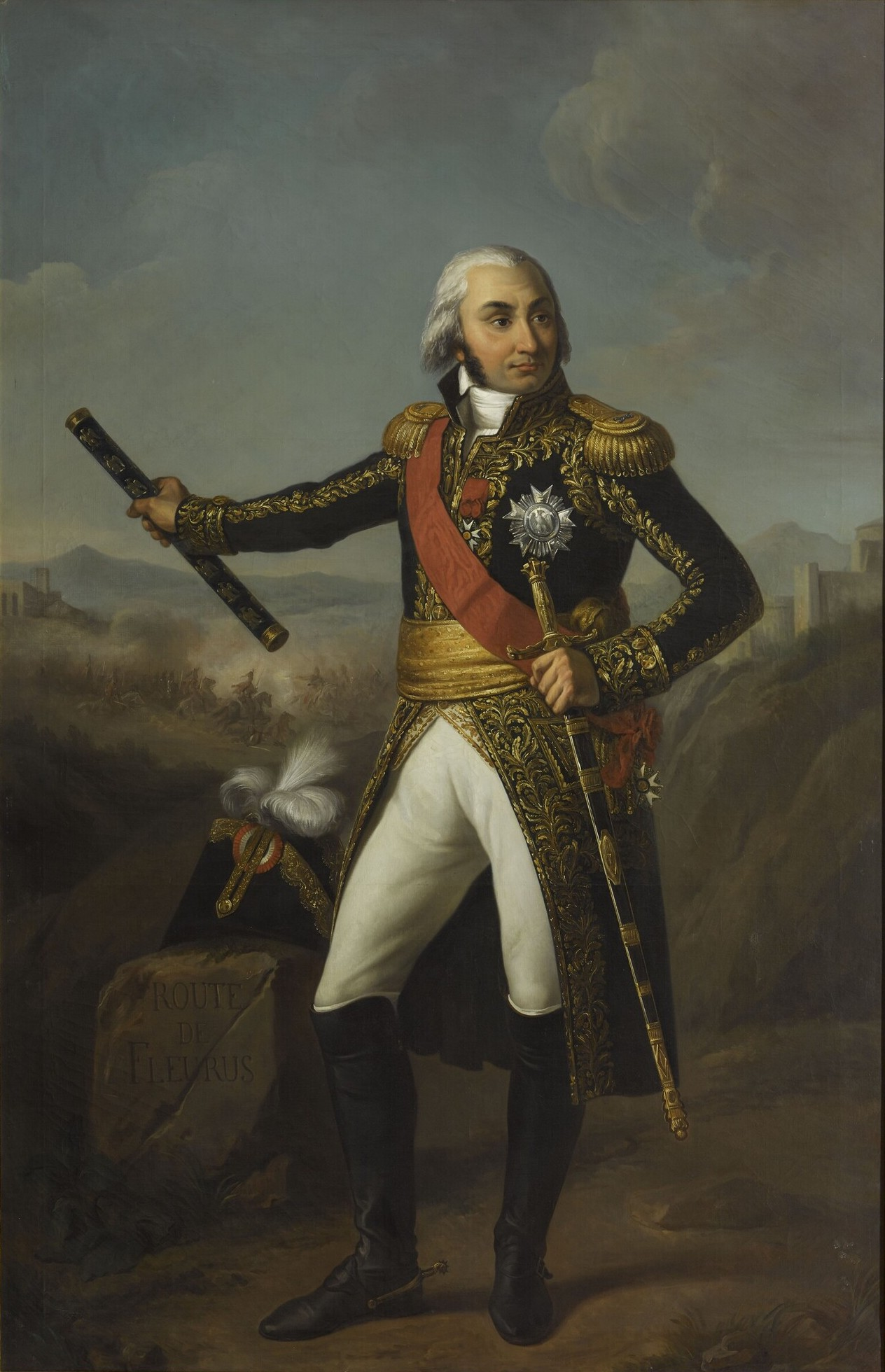
Jean-Baptiste Jourdan, obra de Eugène Charpentier.

El príncipe de Orange dirigió el ataque cruzando el arroyo Piéton con sus tropas formando en tres pequeñas columnas de madrugada. La división francesa de Anne Charles Basset de Montaigu que ocupaba el flanco francés tuvo que retirarse debido a la presión de las fuerzas enemigas. La brigada francesa de Daurier apostada en Landalies avanzó para cubrir el hueco que el repliegue de las tropas de Montaigu había dejado pero tuvo que retirarse también.
A las 10 de la mañana Orange amenazaba con arrollar el flanco izquierdo francés. Montaigu y Daurier, que habían reagrupado sus tropas al sur de Courcelles contraatacaron deteniendo a los austriacos.  Kléber envío como refuerzo a las brigadas de Duhesme y de Bernadotte y a las 14:00 horas había hecho retirarse al príncipe de Orange al otro lado del arroyo Piéton.
Mientras Kléber centraba su atención en mantener el flanco izquierdo Jourdan se enfrentaba a un problema mayor en el flanco derecho. La columna de Quasdanovich avanzaba desde Fresnes hacia el centro francés. La división del general Morlot sufrió la acometida austriaca. Después de una disputada lucha, la división francesa tuvo que retirarse hacia Gosselies. Los austriacos ocupaban todo el centro cuando el Archiduque Carlos y Beaulieu lanzaron todo su peso contra Lefebvre, Marceau y Jean Etienne Championnet. Las  columnas del archiduque Carlos asediaron las posiciones defensivas francesas entre Fleurus y Heppignies. Championnet contaba con un reducto con 18 grandes cañones que causaron grandes bajas en los austriacos.
Pronto la batalla se puso difícil para el ejército francés y la columna de Beaulieu rompió la división de Marceau que dejó expuesto el flanco de Lefebvre. Championnet perdió el reducto por una información falsa que proclamaba la retirada de Lefebvre. y retrocedió más allá de Heppignies. Lefebvre se encontraba en una posición desesperada. Envió al coronel Soult con tres batallones y parte de la caballería a proteger su flanco y ocupar las trincheras en Campinaire.

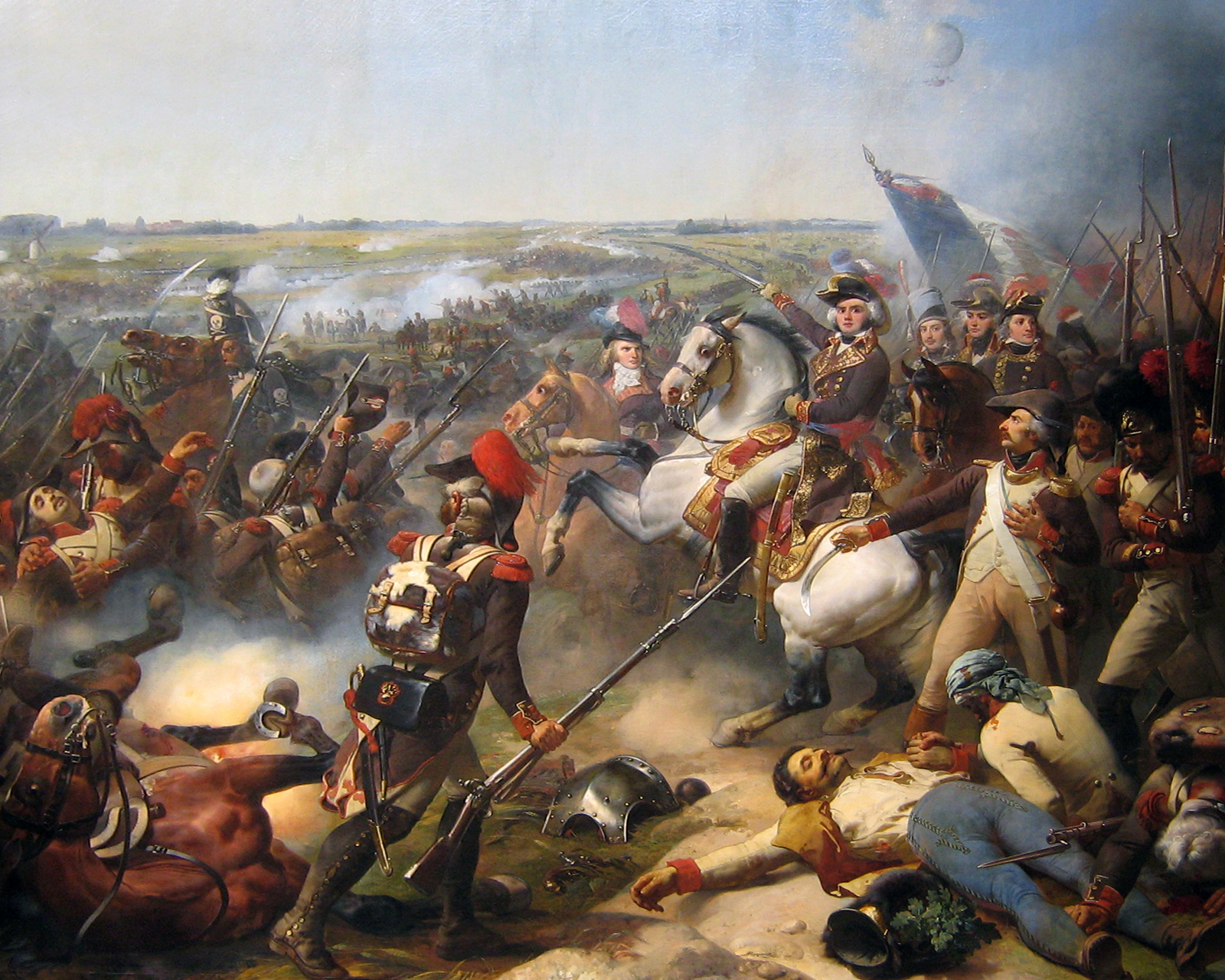
La batalla de Fleurus según Jean Baptiste Mauzaisse.

Jourdan observaba como su centro retrocedía y como los batallones austriacos avanzaban desde Heppignies hacia Ransart. Envió, para hacer frente a estas tropas, a la caballería de reserva de Paul-Alexis Dubois. El ataque fue apoyado por Championnet y los austriacos tuvieron que retirarse.
Lefevbre todavía mantenía su posición contra Carlos y Beaulieu. Con el centro estabilizado, Jourdan envió la división de Hatry al flanco. Reforzado, Lefevbre pudo rechazar las columnas del Archiduque y avanzar sobre Lambusart, expulsando de ella a Beaulieu. En este punto los franceses habían conseguido restablecer la línea de batalla.
Por la tarde Coburg retiró sus ejércitos después de haber sufrido muchas bajas.
Los franceses utilizaron un globo, l'Entreprenant, para la observación de la batalla. Esta fue la primera vez que se empleó una aeronave con fines militares, ya que informó en todo momento a Jourdan de los movimientos de las fuerzas austriacas.

## Consecuencias
La batalla fue decisiva hasta el punto  que el ejército austro-holandés no podía empeñar otra batalla pues necesitaban incorporarse a las tropas británicas mandadas por el duque de York o con las fuerzas holandesas de Clerfayt y ambos cuerpos se encontraban mucho más al norte luchando contra las divisiones francesas del general Pichegru en el sur de Holanda. Por otra parte un movimiento a gran escala hacia el norte era peligroso para los austriacos porque podían poner en peligro sus comunicaciones y por ello decidieron retirarse hacia Bruselas. y luego evacuar sus fuerzas hacia el este, cruzando la frontera hacia Alemania el 15 de julio. Los franceses, ante la retirada austriaca masiva, ocuparían rápidamente los Países Bajos austriacos y el Principado de Lieja, tras lo cual el gobierno de Viena solamente podría luchar contra los franceses en suelo alemán o en la cuenca del Rin. Por su parte, las tropas francesas de Pichegru terminaron venciendo el 15 de septiembre a los británicos en la batalla de Boxtel, precipitando la caída del gobierno holandés contrario a Francia.
Políticamente, el triunfo en Fleurus, y la rápida ocupación francesa de los Países Bajos Austriacos generaron una reacción adversa a los jacobinos en Francia. La amplia derrota de los austriacos generó dudas entre la Convención sobre la utilidad del Terror promovido por Robespierre, pues una de las justificaciones de la represión política —la urgencia de rechazar a un poderoso enemigo extranjero— ya no era atendible. De hecho, casi un mes después de esta victoria, la Convención derrocó a Robespierre y le condenó a muerte, guillotinándolo junto con sus colaboradores, y poniendo fin al Terror.